# Lifan Maiwei
Lifan Maiwei (迈威) — пятидверный компактный кроссовер, выпускавшийся с 2016 по 2020 год китайской компанией Lifan.

## Описание
Lifan Maiwei дебютировал в апреле 2016 года на Пекинском автосалоне. Помимо Китая, автомобиль продавался в России, Аргентине и Уругвае.
С октября 2018 года в Китае продавался гибридный автомобиль. Его запас хода составляет 405 км.

## Технические характеристики
Автомобиль Lifan Maiwei оснащался 1,5-литровым двигателем мощностью 80 кВт (109 л. с.) или же 1,8-литровым двигателем мощностью 98 кВт (133 л. с.). Привод передний. Мощность электродвигателя составляла 100 кВт (136 л. с.). 
|                            | 1.5                       | 1.8                       | EV400               |
| Годы производства          | 04.2016—11.2020           | 04.2016—11.2020           | 10.2018—11.2020     |
| Тип                        | Бензиновый двигатель (R4) | Бензиновый двигатель (R4) | Электродвигатель    |
| Объём                      | 1485 см³                  | 1794 см³                  | —                   |
| Мощность при об/мин        | 80 кВт (109 л. с.) / 5800 | 98 кВт (133 л. с.) / 6000 | 100 кВт (136 л. с.) |
| Крутящий момент при об/мин | 145 Н⋅м / 3500—4200       | 168 Н⋅м / 4200—4400       | 280 Н⋅м             |
| Привод                     | Передний                  | Передний                  | Передний            |
| Трансмиссия                | 5-скор. МКПП              | 5-скор. МКПП              |                     |
| Трансмиссия (опционально)  | [4-скор. АКПП]            | [5-скор. АКПП]            | —                   |
| Максимальная скорость      |                           | 160 км/ч                  | 100 км/ч            |
| Beschleunigung, 0–100 km/h |                           | 13,2 сек.                 |                     |
| Расход топлива (л/100 км)  | 7,6 л                     | 7,9 л                     | —                   |
| Объём бака                 | 50 л                      | 50 л                      | —                   |
| Аккумулятор                | —                         | —                         | 60,4 кВт⋅ч          |